# Sukoharjo (huyện)

Sukoharjo

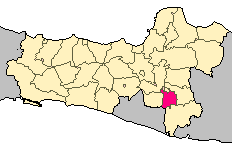
Vị trí tại Trung Java

Sukoharjo là một regency (tiếng Indonesia: kabupaten) thuộc tỉnh Trung Java tại Indonesia. Huyện lị là Sukoharjo, cách khoảng 10 km về phía nam của Surakarta. Huyện giáp với Surakarta ở phía bắc, Karanganyar ở phía đông, Wonogiri và Yogyakarta ở phía nam và Klaten ở phía tây. Huyện có diện tích 466,66 km², dân số năm 2003 là 810.000 người, mật độ đạt 1.735,74 người/km².
Sông Solo phân huyện Sukoharjo ra thành hai phần, phần phía bắc có địa hình thấp và lượn sóng trong khi phần phía nam thì có nhiều đồi núi
Sukoharjo được chia thành 12 phó huyện (kecamatan): Baki, Bendosari, Bulu, Gatak, Grogol, Kartosuro, Mojolaban, Nguter, Polokarto, Sukoharjo, Tawangsari và Weru.

## Kiên kết ngoài
- Trang chính thức (tiếng Indonesia)